# Corybas piliferus
Corybas piliferus är en orkidéart som beskrevs av John Dransfield. Corybas piliferus ingår i släktet Corybas, och familjen orkidéer. Inga underarter finns listade i Catalogue of Life.